# Observatoire astronomique de l'Université de Varsovie
L'Observatoire astronomique de l'Université de Varsovie (en polonais Obserwatorium Astronomiczne Uniwersytetu Warszawskiego, en abrégé OA UW) est un institut faisant partie de la faculté de physique de l'Université de Varsovie.

## Description
L'Observatoire astronomique de l'Université de Varsovie est situé dans un bâtiment historique du jardin botanique de l'Université de Varsovie, sur la Aleje Ujazdowskie, à Varsovie, construit en 1820 à l'initiative de Franciszek Armiński. Au moment de la création de l'observatoire, il était l'un des plus modernes d'Europe. Jusqu'en 1873, il était une institution indépendante, puis fut intégré à l'Université de Varsovie.
En 1909, le bâtiment abrita également le siège du consulat général de France.
En 1944, les Allemands ont délibérément incendié l'observatoire de Varsovie, ainsi que l'équipement et la bibliothèque.
L'observatoire a deux télescopes :
- un télescope de 60 cm, situé à l'Observatoire du Nord de Varsovie, à Ostrowik, dans le powiat d'Otwock, près d'Otwock ;
- un télescope de 1,3 m, situé à l'observatoire du sud de Varsovie, à Las Campanas, au Chili.

Les principaux projets d'observation réalisés à l'Université de Varsovie sont :
- l'Optical Gravitational Lensing Experiment (OGLE, littéralement « Expérience de lentille gravitationnelle optique »), sous la direction du professeur Andrzej Udalski, et
- le All Sky Automated Survey (en) (ASAS, « Relevé automatique de tout le ciel »), sous la direction du professeur Grzegorz Pojmański.

Observatoire astronomique de l'Université de Varsovie
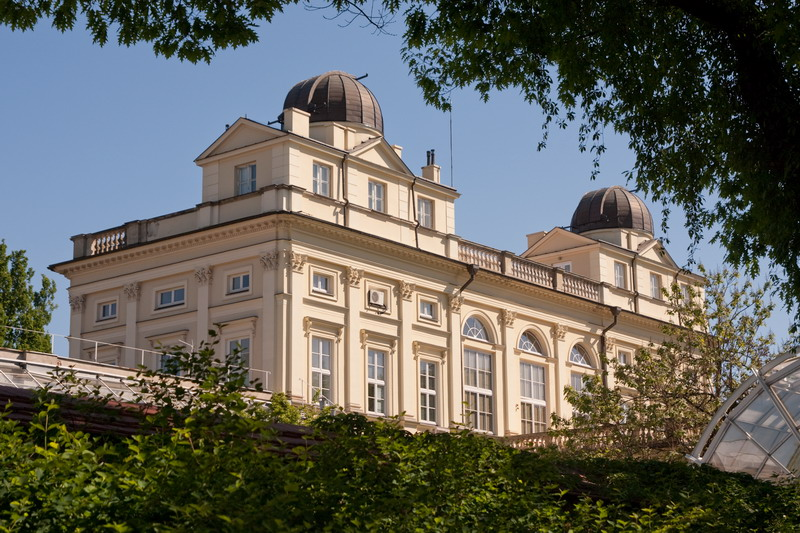
Vue du parc
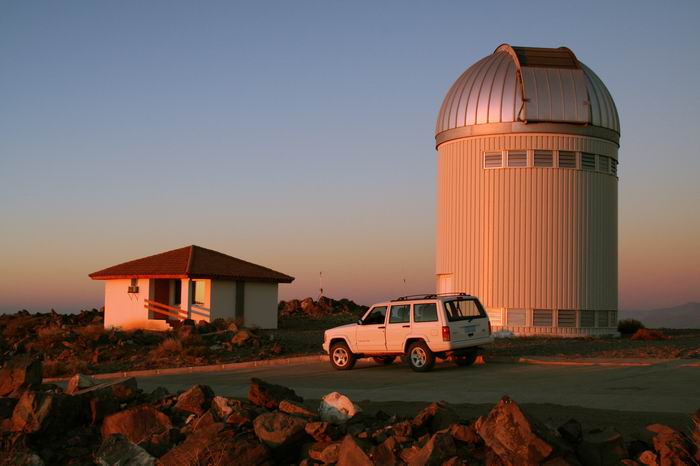
Observatoire Varsovie du Sud
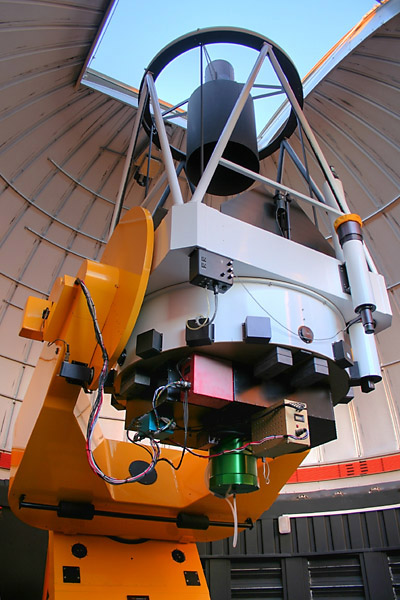
Intérieur du dôme de l'observatoire sud de Varsovie